# Nispen
Nispen est un village situé dans la commune néerlandaise de Roosendaal, dans la province du Brabant-Septentrional. Le 1er janvier 2004, le village comptait environ 1 500 habitants.